# M/S Hymer
M/S Hymer är reservfärja för Isöleden, och Håkanstaleden i Storsjön, Jämtland, om M/S Fröja eller M/S Skidbladner ska på underhåll.

M/S Hymer levererades 1966 från Luleå varv AB och byggdes om 1975.

## Fartygsfakta
Mått
- Längd öa (meter): 63
- Klafflängd (meter): 9
- Bredd (meter): 11,7
- Djupgående (meter): 2

Last
- Passagerare: 175
- Personbilar: 33
- Lastförmåga (ton): 150
- Bärighet: BK 2